# Meigné
Meigné korábbi község Franciaország Loire mente régiójában, Maine-et-Loire megyében. 2016. december 30-án hét másik korábbi községgel egyesült és Doué-en-Anjou  új község része lett.
Lakosainak száma 277 fő (2018. január 1.). Meigné Dénezé-sous-Doué, Forges, Les Ulmes és Verrie községekkel határos.

## Népesség
A település népességének változása:
| Lakosok száma | 309  | 219  | 217  | 303  | 314  | 362  | 383  | 368  | 290  | 277  |
|               | 1968 | 1975 | 1982 | 1990 | 1999 | 2011 | 2013 | 2015 | 2017 | 2018 |